# Spcine
A Spcine é uma empresa estatal do município de São Paulo, fundada em 2015.

## Histórico
A empresa, autorizada pela Lei 15.929, foi criada durante a gestão de Fernando Haddad na prefeitura, com o objetivo de promover o desenvolvimento da indústria audiovisual paulistana. Vinculada à Secretaria de Cultura, ela passou a englobar as atividades da SP Film Comission, do Circuito SP de Salas de Cinema, do Laboratório de Inovação e Experimentação Audiovisual (LEIA) e da SP Bits, voltada para o mercado de jogos eletrônicos. Em 2014 iniciou um processo de mapeamento de produções cinematográficas não realizadas.
Em junho de 2021 lançou o Catálogo de Produtoras Paulistanas com 42 empresas cadastradas, produzido em inglês, e que irá ser atualizado conforme o tempo, ele conecta as produtoras de filmes cadastradas com o mercado internacional. Em 1 de outubro de 2021 lançou a São Paulo Film Commission – SPFilm, uma plataforma para acelerar os pedidos de autorizações para produções cinematográficas na cidade de São Paulo.

## Spcine Play
No final de 2016, a Spcine anunciou o lançamento do Spcine Play um serviço de streaming de filmes gratuito, em parceria com a produtora O2 Filmes e a empresa de tecnologia Hacklab. De dezembro de 2020 até 31 de janeiro de 2021, o Spcine Play disponibilizou temporariamente 320 títulos para assistir gratuitamente. A plataforma exibe filmes das principais mostras e festivais de cinema de São Paulo, também exibe festivais em parceria com outras instituições e empresas:
2020
- Festival de Cinema Russo (promovido pelo Ministério da Cultura da Federação Russa e pela ROSKINO)[10]
- Festival de Cinema Latino-Americano, junto com o Sesc Digital e o Looke[11]
- Mostra Internacional de Cinema de São Paulo (alguns filmes da programação)[12]

2021
- My French Film Festival[13]
- Na Quebrada[14]
- Mostra de Cinemas Africanos[15]
- É Tudo Verdade [16][17]
- 8ª edição do Festival de Finos Filmes[18]
- In-Edit Brasil[19]

## Presidentes
- 2015-2016: Alfredo Manevy
- 2017-2019: Mauricio Andrade Ramos[20]
- 2019-2021: Laís Bodanzky
- 2021-2024: Viviane Ferreira[21]
- 2024-presente: Lyara Oliveira[22]